# Кокугакуин
Университет Кокугакуин ( яп.國學院大學, кокугакуин-дайгаку, также известен под англоязычным названием Kokugakuin University) — частный японский университет с офисами в Сибуя, Токио, и Аоба-ку, Иокогама. В Сагамихаре тоже есть университетские здания, но они редко используются.
В 2006 году в университете обучалось около 11 000 студентов.

## Обучение
В рамках программ бакалавриата и магистратуры в университете действуют факультеты литературы (кафедры философии, истории, иностранных языков и культурологии, японской литературы и китайской литературы), права, экономики (кафедры экономики, социоэкономики и корпоративного управления) и исследования синто.
Существует также аспирантура (для получения степени доктора философии) со школами литературы (степени по синтоистике, японской литературе и истории), права и экономики, а также юридическая школа.
Кокугакуин — одно из немногих мест, предлагающих официально признанную подготовку в качестве каннуси (синтоистского священника).

## Исследовательская работа
После капитуляции Японии и выпуска Директивы о синтоизме университет был вынужден закрыть свой основной проект, Котэн кокюдзё («Исследовательский центр японской классики»). В ходе реорганизации университета в послевоенной Японии в течение нескольких лет велась работа по созданию нового исследовательского центра японской культуры. Благодаря финансовой помощи Фонда Рокфеллера и Исэ-дзингу эта цель была достигнута, и в середине 1955 года был основан Institute for Japanese Culture and Classics (IJCC,國學院大學日本文化研究所國學院大學日本文化研究所). Основными исследовательскими направлениями IJCC являются фундаментальные исследования культуры Японии и вопросы, касающиеся верований и морали японского народа.
Одним из самых амбициозных проектов IJCC являлась постепенная онлайн-публикация Синто-дзитэн (Encyclopedia of Shinto, стандартной энциклопедии по синто) на английском языке, завершенная в 1994 году в сотрудничестве с всемирно известными японоведами. Содержание Encyclopedia of Shinto находится под лицензией Creative Commons.
В археологическом музее университета хранятся более восьмидесяти тысяч артефактов, около трех тысяч из которых обычно выставлены на обозрение. Артефакты включают палеолитические находки из стоянок Сиратаки (Хоккайдо), Омэкура (Нагано) и Косака (Нагано). Двадцать тысяч артефактов датируются периодом Дзёмон. Есть также японские артефакты периодов Яёй и Кофун. Иностранные экспонаты состоят в основном из артефактов материкового Китая и Корейского полуострова, особенно эпохи неолита, а также династий Инь и Хань. В фондах также есть археологические материалы с Филиппин, Таиланда, Индонезии, островов в Тихом океане, Северной и Южной Америки.

## История

### До конца Второй мировой войны
В ноябре 1882 года  в Тиёда, Токио, был основан предшественник университета, Котэн кокюдзё (皇典講究所; Научно-исследовательский институт японской классики). Церемония открытия состоялась 1 ноября, первым директором стал принц Арисугава Такахито. В июле 1890 года Котен Кокюдзё был переименован в Кокугакуин (Институт национальных исследований). В то время он преподавал три основных предмета: историю Японии, японскую литературу и японское право.
В соответствии с Законом о профессиональных школах в апреле 1904 года институт получил статус профессионального училища, а в июне 1906 года он был переименован в Частный университет Кокугакуин (私立 國 學院 大學). В сентябре 1919 года название было окончательно изменено на университет Кокугакуин.
Сразу после обнародования закона об учреждении университетов Кокугакуин получил статус университета в апреле 1920 года. Это был один из первых восьми официально признанных частных университетов Японии (наряду с Кэйо, Васэда, Мэйдзи, Хосэй, Тюо, Нихон и Досися).
В мае 1923 года было открыто новое здание кампуса в Сибуе.
В 1927 году был создан отдел по обучению синтоистских священников. В том же году открылась университетская библиотека.
В 1928 году Киёюки Хигути основал Археологический архив (позже — Археологический музей).

### После окончания Второй мировой войны
В 1946 году Котэн Кокюдзё был распущен, и Университет Кокугакуин был преобразован в частный фонд. Это был один из первых университетов Японии, который ввел систему совместного обучения. В 1947 г. были открыты вечерние курсы для бакалавриата, затем в 1948 г. дневные курсы вновь созданного литературного факультета, в 1949 г. вечерние курсы литературного факультета и дневные курсы факультета политологии. В апреле 1948 года Когаку-ин был снова признан государством университетом в соответствии с образовательной реформой того времени.
В апреле 1950 г. факультет политологии был переименован в факультет политологии и экономики.
В 1951 году университет получил статус учебного заведения. В том же году были открыты вечерние классы факультета политики и экономики и магистерская программа по японской литературе и синтоистике. В 1952 году открылась магистратура по истории Японии. Археологический архив университета получил от Министерства образования статус музея.
В 1953 году были открыты программы аспирантуры по японской литературе и истории Японии.
В 1955 году была запущена программа обучения воспитателей детских садов. Институт японской культуры и классики (IJCC) также был основан в 1955 году.
В 1958 году были учреждены ученые степени по синтоистским исследованиям для подготовки высокопоставленных синтоистских священников и аспирантура по синтоистским исследованиям.
Юридический факультет был создан к 80-летию университета в 1963 году. Также открылся выставочный зал синтоистских исследований, предшественник музея синто.
В апреле 1965 года были открыты вечерние курсы юридического факультета и Мемориальный институт им. Орикути.
В последующие годы были учреждены новые программы: степень магистра права в 1967 году, степень магистра экономики в 1968 году, аспирантура в области права в 1969 году и аспирантура по экономике в 1970 году.
Археологический архив был переименован в 1975 году в Археологический музей.
В 1982 году университет отпраздновал свое 100-летие. Мемориальный зал по этому случаю был достроен в 1984 году. Также в 1982 году открыл свои двери женский колледж Кокугакуин.
В 1985 году строительство кампуса в Тама Плаза в районе Аоба в Иокогаме было завершено.
В апреле 1991 года женский колледж Кокугакуин был переименован в колледж Кокугакуин и принял модель школы совместного обучения.
В 1995 году были введены различные курсы: дневные курсы японской литературы, китайской литературы, иностранных языков и культурологии на литературном факультете; а также вечерние курсы по Industry Consumption Information на факультете экономики.
В 1996 г. на дневном курсе факультета литературы были созданы кафедры японской литературы, китайской литературы и иностранных языков и иностранных культур. В том же году на дневном курсе экономического факультета была создана кафедра Socio-Economic Networking, а на вечернем курсе на том же факультете была создана кафедра промышленных и потребительских коммуникаций.
Также в 1996 году был официально открыт кампус Сагамихара.
В марте 1997 году был создан International Exchange Center — исследовательский центр для приезжих исследователей. Два года спустя последовала K-STEP (Kokugakuin Short-Term Exchange Program) — программа краткосрочного обмена студентами с университетами-партнерами.
В 2001 году на экономическом и юридическом факультетах были открыты дневные и вечерние курсы.
В 2002 году начался первый этап капитального ремонта кампуса Сибуя. В том же году был открыт факультет синтоистики с дневными и ночными курсами.
Также в 2002 году MEXT начал создание программы Establishment of a National Learning Institute for the Dissemination of Research on Shinto and Japanese Culture в рамках программы 21st century COE для содействия конкуренции между японскими университетами и развития исследовательских отделений международного уровня в области гуманитарных наук в Японии.